# COVID-19-Pandemie in Indonesien
Die COVID-19-Pandemie in Indonesien ist Teil der laufenden globalen Pandemie der Coronavirus-Krankheit 2019 (COVID-19), einer neuartigen Infektionskrankheit, die durch das schwere akute respiratorische Syndrom Coronavirus 2 (SARS-CoV-2) verursacht wird.
Der erste bestätigte Fall von COVID-19 ist am 2. März 2020 bekannt gegeben worden, als eine Tanzperson und ihre Mutter von einem japanischen Staatsbürger infiziert wurden. Ab dem 11. März 2020 stufte die Weltgesundheitsorganisation (WHO) das Ausbruchsgeschehen des neuartigen Coronavirus als weltweite Pandemie ein.
Die ersten drei COVID-19-bedingten Todesfälle in Indonesien wurden am 13. März 2020 bestätigt, einer davon in Surakarta, Zentral-Java. Die anderen beiden wurden nicht bekannt gegeben.
Die Zahl der Neuinfektionen pro Tag stieg bis Jahresende 2020 relativ kontinuierlich an (bis zu 8000 pro Tag). Im Januar 2021 wurden bis zu 14.000 pro Tag registriert. Von März bis Mai waren es etwa 5000 pro Tag. Seit Anfang Juni 2021 verbreitet sich die Delta-Variante; am 1. Juli 2021 wurden 24.836 Neuinfektionen und 504 Tote verzeichnet (siehe Abschnitt Statistik).

## Verlauf und Maßnahmen

### 2020
Schon kurz nach den ersten offiziellen Covid-19-Fällen erließen einige Städte und Provinzen im März 2020 Sperrungen, darunter die Großstadt Tegal in Zentral-Java und die Provinz Papua am 28. März.
Indonesia AirAsia setzte vom 1. April bis 21. April 2020 alle Inlandsflüge aus.
Die staatliche Eisenbahngesellschaft Kereta Api Indonesia stornierte im April 2020 28 Strecken von Jakarta, und Jokowi ordnete weitreichende Beschränkungen in Verbindung mit zivilen Notfallmaßnahmen an. Präsident Joko Widodo erklärte den Gesundheitsnotstand und forderte die Polizei auf, am 31. März 2020 eine umfassende Politik der sozialen Distanzierung durchzusetzen.
Im April 2020 meldete auch die Provinz Gorontalo erste Fälle. Seitdem grassiert COVID-19 in allen (über 30) Provinzen Indonesiens.
Die Regierung verbot die Mudik genannte traditionelle Heimkehr von Arbeitern aus den Städten zu ihren Familien aufs Land zum Lebaran, dem indonesischen Fest des Fastenbrechens.

#### Reiseeinschränkungen
Indonesien verbot ab dem 5. Februar 2020 alle Flüge von und nach Festlandchina. Die Regierung stellte auch die Erteilung eines kostenlosen Visums und eines Visums für chinesische Staatsangehörige bei der Ankunft ein. Diejenigen, die in den letzten 14 Tagen auf dem chinesischen Festland waren, durften nicht nach Indonesien einreisen. Indonesier durften nicht nach China reisen.
Ab dem 8. März 2020 wurden die Reisebeschränkungen auf Daejeon und Gyeongsangbuk-do in den Regionen Südkorea, Lombardei, Venetien und Emilia-Romagna in Italien sowie Teheran und Qom im Iran ausgeweitet. Besucher mit Reisegeschichte innerhalb dieser Länder, jedoch außerhalb der oben genannten Regionen, müssen dies tun beim Check-in ein gültiges Gesundheitszeugnis für alle Transporte nach Indonesien vorlegen. Trotz der Beschränkung für Reisende aus Südkorea erlaubt Indonesien weiterhin Flüge aus Südkorea.
Am 14. März 2020 erklärte die indonesische Regierung den Ausbruch des Coronavirus in Indonesien zur nationalen Katastrophe, und am 15. März forderte Joko Widodo alle Indonesier auf, soziale Distanzierung zu praktizieren, um die Ausbreitung von COVID-19 zu verlangsamen.
Am 30. März 2020 weigerte sich Staatspräsident Jokowi, die Hauptstadt Jakarta zu sperren. Die Buslinien zwischen Jakarta und anderen Städten und Provinzen blieben geöffnet, nachdem ein Plan zur vorübergehenden Einstellung des Betriebs von Intercity- und Interprovinzialbussen (AKAP) in Greater Jakarta aufgehoben wurde.
Am 16. März begannen MRT Jakarta, LRT und Transjakarta, die Anzahl der Fahrten, Korridore und Fahrpläne (06.00–18.00 Uhr) zu reduzieren. Diese Richtlinie wurde jedoch aufgrund der langen Warteschlange an vielen Bushaltestellen und Bahnhöfen am Morgen zurückgezogen. Jakartas Antrag auf Ausgangsbeschränkung wurde vom Gesundheitsministerium ab dem 7. April genehmigt und soll am 10. April für zunächst zwei Wochen in Kraft treten.
Indonesien verbot ab dem 2. April 2020 alle Einreisen aus dem Ausland und machte nur Ausnahmen bei Menschen mit Aufenthaltserlaubnis.

### 2021
Die Regierung verbot am 26. März 2021 die Mudik genannte traditionelle Heimkehr von Arbeitern aus den Städten zu ihren Familien aufs Land zum Lebaran vom 6. bis 17. Mai, also zum Fest des Fastenbrechens, das 2021 vom 13. bis zum 15. Mai andauerte, da die Übertragungs- und Todeszahlen zu hoch waren.
Die zweite größere Covid-19-Welle des Jahres begann im Juni 2021 und wird der Delta-Variante zugeschrieben. Zugleich wollte man aber aufgrund der angespannten Wirtschaftslage keinen neuen Lockdown riskieren. Bereits Ende Juni überschritten die Neuinfektionen den bis dahin registrierten Tageshöchstwert der Pandemie und stiegen täglich zu neuen Rekordwerten an, so dass Anfang Juli bereits die Zahl der Neuinfektionen doppelt so hoch lag wie am schlimmsten Tag der ersten Welle (16. Januar 2021 über 14.000 Fälle, 5. Juli über 29.000 Fälle) und am 8. Juli der bisherige Höchstwert von 38.391 Neuinfektionen gemeldet wurde. Dies führte zu einer Notsituation, in der einzelnen Krankenhäusern der medizinische Sauerstoff ausging. So starben in einer Nacht Anfang Juli allein im RS Sardjito, dem größten Krankenhaus Yogyakartas, 33 Menschen. Auf den Hauptinseln Java und Bali wurde daher doch wieder zu strikten Maßnahmen gegriffen: die für den 12. Juli geplante Wiedereröffnung der Schulen, die bereits seit einem Jahr geschlossen waren, wurde abgesagt eine Home-Office-Pflicht wurde verordnet, Einkaufszentren, öffentliche Parks und Freizeiteinrichtungen aber auch Gebetshäuser, die zuvor bei 50 Prozent der Kapazität öffnen durften, mussten schließen. Auch andere Gemeinschaftsaktivitäten, darunter selbst die Fischerei, wurden in einigen Regionen verboten, da diese zu Menschenansammlungen geführt haben. So seien Angler in großen Mengen an Wochenenden in Küstenregionen aufgetaucht. Zudem wurde der inländische Reiseverkehr erneut eingeschränkt und teils von Impfungen abhängig gemacht. Ausländer dürfen nur noch mit zweifacher Impfung einreisen und müssen sich dann zunächst in achttägige Quarantäne begeben. Am 7. Juli wurden die Restriktionen für weitere Landesteile verhängt, da man eine weitere Verschärfung der Lage fürchtet.
Mit teilweise mehr als 1.000 Toten pro Tag kamen auch die Friedhöfe an ihre Grenzen und selbst spezielle Covid-19-Friedhöfe erreichten schnell ihr Limit, so dass eine ähnlich dramatisch Entwicklung wie in Indien befürchtet wurde. Zudem wird davon ausgegangen, dass zahlreiche Infektionen unbemerkt blieben, da vergleichsweise wenig getestet wird. So waren in Jakarta bis März 2021 offiziell 8,2 Prozent der Einwohner mit Covid-19 infiziert. Eine serologischen Untersuchung ergab aber bei 44,5 Prozent Antikörper. Um die Lage unter Kontrolle zu bekommen, lieferten eine Reihe von Ländern Sauerstoff an Indonesien, darunter Singapur, das allein 10.000 Sauerstoffkonzentratoren exportierte. Die USA lieferten mehr als 1.000 Beatmungsgeräte an 600 verschiedene Einrichtungen im Land. Inoffiziell ging man davon aus, dass Mitte Juli 10 Prozent der Mitarbeiter der großen staatlichen Kliniken aktuell infiziert waren, seit Anfang Juni waren 130 verstorben, was die Gegenmaßnahmen zusätzlich erschwerte.

#### Impfungen
Am 13. Januar 2021 begann die Impfkampagne in Indonesien. Der Präsident Jokowi bekam öffentlich seine erste Dosis des chinesischen Impfstoffs Sinovac verabreicht, der zuvor eine Notfallzulassung erhalten hatte. In der ersten Phase der Impfkampagne wurde medizinisches Personal geimpft. Am 17. Februar begann die zweite Phase, in der neben Menschen über 60 auch Personen geimpft werden, die im öffentlichen Sektor arbeiten. Das betrifft Menschen, die im Gastgewerbe, Handel, Transport, Tourismus oder im Medienbereich arbeiten. Aufgrund der geplanten Schulöffnungen im Juni 2021 wurde auch Erzieher, Lehrkräfte und Dozenten mit in die zweite Phase aufgenommen. Bis zum 6. April 2021 wurden 13,4 Millionen Dosen verimpft bei einer maximalen Tageskapazität von 500.000 Stück.
Indonesien setzt auf eine andere Impfstrategie als die meisten Ländern und impft zunächst die Jüngeren, damit die Berufstätigen nicht die Älteren infizieren. Bis Mitte Juli wurden, als binnen sieben Monaten, wurden nur 11 Prozent der Gesamtbevölkerung einmal und 5 Prozent vollständig geimpft, was auch logistische Gründe hatte, da Indonesien aus 17.000 – teils schwer erreichbaren – Inseln besteht, und auch Gerüchten und Falschmeldungen zugeschrieben wurde, die sowohl in muslimischen als auch christlichen Regionen Verbreitung fanden. Zudem kam es vermehrt zu Infektionen und Todesfällen bei vollständig mit Sinovac geimpften Personen. So infizierten sich allein in Kudus, einer Stadt mit zirka 100.000 Einwohnern, binnen zwei Wochen über 500 vollständig geimpfte Ärzte und Ärztinnen. Auch die Wissenschaftlerin Novilia Sjafri Bachtiar, die die klinischen Studien zum Sinovac-Impfstoff leitete, infizierte sich und starb.
Das viertgrößte Land der Erde konnte für seine mehr als 270 Millionen Einwohner bis Ende Juni 2021 104,7 Millionen Impfdosen erwerben, wovon der Großteil (94,5 Millionen) von Sinovac stammte. Zukünftig sollen vermehrt mRNA-Impfstoffe erworben werden, von denen man je 50 Millionen Dosen von den Pharmaunternehmen Pfizer und Moderna erwartet. Die Vereinbarung von 104 Millionen Dosen des AstraZeneca-Impfstoffs sei hingegen laut dem Gesundheitsminister Budi Gunadi Sadikin nicht eingehalten worden, so dass man nur noch 20 Millionen Dosen für die zweite Jahreshälfte 2021 erwarte. Über das COVAX-Programm erhielt Indonesien bis 11. Juli 2021 11,2 Millionen Impfdosen, sowie Zusagen für weitere Lieferungen in Millionenhöhe für den Moderna-Impfstoff.

## Statistik
Die Fallzahlen entwickelten sich während der COVID-19-Pandemie in Indonesien wie folgt:

### Infektionen

Bestätigte Infizierte in Indonesien nach Daten der WHO. Oben kumuliert, unten Tageswerte. Indonesien hat eine Bevölkerung von rund 265 Mio. Menschen

### Todesfälle

Bestätigte Todesfälle in Indonesien nach Daten der WHO. Oben kumuliert, unten Tageswerte